# Serge Falck
Serge Falck (Schoten, 19 april 1961) is een Belgisch/Oostenrijks acteur en scenarioschrijver.
Falck is een zoon van Agalev-senator Ludo Dierickx en zangeres Eva Maria Hückl. Zijn ouders leerden elkaar kennen op de wereldexpo in Brussel in 1958. Zijn broer Arno Dierickx is filmregisseur. Zijn moeder was onder de naam 'Eva Maria' een belangrijke presentatrice bij de Vlaamse omroep, in programma's over klassieke muziek.
Falck vertrok op zijn achttiende naar Oostenrijk en woonde er bij zijn tante. Hij slaagde aan de toneelschool van het Landestheater Innsbruck en kwam terecht in verschillende Duitse en Oostenrijkse theaters, waaronder Volkstheater Wenen, Volkstheater München, Volksopera Wenen en Toneelhuis Frankfurt.
Falck werd vooral bekend door de Duitse series Medicopter 117 en Kaisermühlen-Blues. Verder speelde hij in films onder regie van onder anderen Karin Brandauer, Wolfgang Murnberger, Dominique Othenin-Girard, Jean-Daniel Verhaeghe, Paul Harather, Bernd Fischerauer en Harald Sicheritz. Falck spreekt Vlaams, Frans, Engels en Duits, waardoor hij in verscheidene internationale producties te zien is.
Hij ontving in 1996 samen met Paul Harather de Gouden Romy voor het beste scenario van de film Autsch!!!
In 2006 was Falck te zien in de Nederlandse politieserie Van Speijk. Hierin speelde hij de Duitser Joachim Schuster. In februari 2008 was hij te zien in de Nederlandse actieserie Deadline van de VARA, geregisseerd door zijn broer. In Belgische series of films was voor het eerst te zien in De Smaak van De Keyser en in de serie In Vlaamse Velden. In beide series speelde hij een Duitse soldaat.
Omdat hij zijn legerdienst in Oostenrijk wenste te doen, heeft hij ondertussen de Oostenrijkse nationaliteit.